# BLAG GNU/Linux
BLAG ist eine Linux-Distribution, die ausschließlich aus freier Software besteht. Sie ist ein Derivat der Linux-Distribution Fedora.
BLAG ist auf Desktop-Systeme zugeschnitten und beinhaltet deshalb u. a. Multimedia-, Bildbearbeitungs- und Internet-Anwendungen, jedoch steht auch eine Auswahl an Server-Software zur Verfügung. Die erste Veröffentlichung von BLAG erfolgte am 22. Oktober 2002. Die neueste stabile Version, BLAG 140k, ist am 4. Mai 2011 erschienen und basiert auf Fedora 14. Am 23. Oktober 2014 wurde die auf Fedora 20 basierende Alpha-Version von BLAG 200k veröffentlicht.
BLAG ist eine der wenigen Linux-Distributionen, die auf der Website des GNU-Projekts als komplett frei – im Sinne freier Software – aufgelistet sind.
Linux-libre verwendet Software, die ursprünglich für BLAG entwickelt wurde, um unfreie Binärblobs aus dem Kernel zu entfernen.